# Bernard Pagès
 (août 2021).
Pour les articles homonymes, voir Pagès.
Bernard Pagès, né à Cahors dans le Lot, le 21 septembre 1940, est un sculpteur français contemporain.

## Biographie
Le jeune Bernard passe une enfance à la ferme, dans un village près de Cahors. 
En 1959 à Paris, il est recalé à l'oral du concours d'entrée aux Beaux-Arts. Il s'inscrit à l'atelier d'art sacré, place Furstenberg. 
En 1965, à  Coaraze, village de l'arrière-pays niçois, il reprend puis abandonne la peinture en faveur de la sculpture. Il utilise un outillage rudimentaire, le plâtre, la terre, le bois, la pierre.
Il rencontre Jacques Lepage qui lui fait connaître Claude Viallat, Erik Dietman, plus tard Patrick Saytour, Daniel Biga, Daniel Dezeuze. En 1968 l'exposition des Nouveaux Réalistes à Nice le bouleverse et lui fait abandonner la sculpture traditionnelle. Il participe à de nombreuses expositions collectives avec les artistes de Supports/Surfaces. 
En 1971, rupture avec  Supports/Surfaces : Pagès travaille en solitaire, ne se rend plus à Paris et ne participe à aucune exposition. Il entreprend alors des séries de Piquets, répertorie des tas de gravier, classe les états d'un Fil de fer recuit (1972), élabore les premiers Assemblages et illustre leur classement par leurs empreintes. Sa participation en 1974 à l'exposition « La nouvelle peinture en France » au musée d'Art et d'Industrie de Saint-Étienne vient achever cette période de retrait.
Il présente l'année suivante à Paris à la galerie Eric Fabre, sa première exposition personnelle, constituée d'une série d'Assemblages. Il participe également à la neuvième Biennale de Paris. Il est invité en 1978 à réaliser des interventions directes sur la nature en trois lieux : au centre américain de Paris, il exécute un lit de 1200 briques ; à Auzole, dans le Lot, un large quart de cercle d'herbe calcinée ; dans la forêt de Neuenkirchen, un grand parcours coloré. Par la médiation de ces « trois empreintes géométriques dans le paysage », il opère un déplacement vers une rigueur plus marquée. Dès la fin de l'été, il entreprend ses premières Arêtes. 
En 1983, le Centre Georges-Pompidou à Paris lui consacre une importante exposition. Il commence à travailler sur de plus grandes dimensions. Outre de nouvelles colonnes en pierre et maçonnerie, il réalise des pièces de métal. 
À partir de 1985 il exécute des œuvres monumentales dont l'Hommage à Gaston Bachelard, colonne installée à Mailly-Champagne, la fontaine Olof Palme, à La Roche-sur-Yon, l'Hommage à Albert Camus, implanté à Nîmes et la colonne au siège des Affaires Culturelles de la Mairie de Paris.
En 1986 il organise un cheminement de fûts en demi-cercle sur le flanc d'une colline que domine le château d'Édimbourg.
Dans les années 1990, ses sculptures évoluent vers des œuvres en déséquilibre apparent, obliques, (Le Dévers aux tuiles 1993, Le Dévers aux entrelacs 1993, Le Grand Dévers 1993, Le Dévers aux cuprès 1994, Le Dévers aux falbalas 1994, La Déjetée 1995).
En 2004, il a réalisé pour la bibliothèque municipale à vocation régionale (BMVR) Alcazar, à Marseille, la rivière de métal, en inox brossé, gravée d'images appartenant aux différentes époques historiques du lieu.

### Vie privée
Bernard Pagès est le mari de l'autrice Maryline Desbiolles.

## Œuvres (sélection)
- Sans titre, 1979, bois de peuplier peint et ciment coloré, 75 x 135 x 70 cm, musée d'art de Toulon.
- Clair Obscur III, 1999

- Fontaine Olof Palme, 1986, béton, pierre de Vence, mosaïque, bronze, Place du théâtre, La Roche-sur-Yon

## Expositions (sélection)

### Expositions personnelles
- 2010 FIAC, Jardin des Tuileries, Galerie Bernard Ceysson, Luxembourg
- 2008 Galerie Hambursin Boisanté, Montpellier
- 2006 Musée d´Art Moderne et d'Art Contemporain Nice, Nice
- 2004 Musée départemental de l’Oise, Carte blanche à Bernard Pagès, Beauvais Galerie Catherine Issert, Bernard Pagès, Saint Paul Arsenal, ancienne abbaye Saint-Jean-des-Vignes, Bernard Pagès, Soissons
- 2003 Espace Ecureuil, Œuvres récentes, Toulouse Maison des arts, Dérives de colonne, Malakoff Chapelle des Ursulines, Travaux récents, Quimperlé
- 2002 Château de Villeneuve/Fondation Emile Hugues, œuvres de 1966 à 2002, Vence Lithos/Maison de la Cure, Dessins, Saint-Restitut
- 1999 Galerie IUFM Confluence(s), Œuvres de la collection du Musée d’Art moderne de St Etienne, Lyon, Galerie Lelong, SUrgeons et acrobates, Paris
- 1997 Centre d’Art Contemporain de Vassivière en Limousin, Vassivière
- 1996-1997 Le Carré Saint Vincent, Orléans
- 1996 Musée de Brou, Bourg-en-Bresse, Galerie Jacques Girard, Toulouse Château Simiane, Espace J-B Niel, Valréas
- 1995-1996 Musée Henri-Martin, Cahors, Musée Matisse, Nice
- 1994 Château d4arsac, Margaux, Galerie Aline Vidal, Paris
- 1992 Museum of Art, SCulptures 1985-1991, Herzliya (Israël), Musée Denys-Puech, Dessins et sculptures, Rodez
- 1991 Atelier 340, Œuvres de 1969 à 1990, Bruxelles, Stadtgaleri, Œuvres de 1969 à 1990, Saarbrücken (Allemagne)
- 1990 Galerie Catherine Issert, Bernad Pagès, Jean Charles Blais, Saint-Paul, Musée de La Révolution, Œuvres de 1969 à 1990, Zagreb (Yougoslavie)
- 1989 Centre d’Art Contemporain Midi Pyrénées, Labège, Galerie Hermerie le Cairn, Dessins transitoires, Nice, FIAC, Grand Palais, Galerie Lelong Paris
- 1988 CREDAC-Centre d’Art Contemporain, Galerie FErnand Léger, Dessins, Ivry-sur-Seine
- 1987 Sculptures - Musée d’art moderne de Céret, Céret, Galerie Maeght-Lelong, Paris
- 1984-1985 Capc Musée d’Art Contemporain, Bordeaux, Galerie Zôgraphia, Dessins, Bordeaux
- 1984 Bernard Pages - Porin Taidemuseo / Pori Art Museum, Pori
- 1982 Bernard Pages - Centre Pompidou - Musée National d´Art Moderne, Paris, Robert Elkon Gallery, Statements New York 82, Leading Contemporary Artist from France, New York
- 1981 Galerie d'art contemporain des Musées de Nice, Nice
- 1980 Galerie Sapone, Nice - Galerie Baudoin-Lebon, Paris
- 1976 Arte Feria, Christian Jaccard, Bernard Pagès, Bologne (Italie), Galerie ADDA, Bernard Pagès, travaux muraux, Marseille, FIAC, Grand Palais, Galerie Maillard, Paris, Musée d’Art et d’Industrie, Toni Grand-Bernard Pagès, Saint Etienne
- 1975 Galerie Eric Fabre, Paris, Malabar et Cunégonde, Nice

### Expositions collectives
- 2014 Sculpture du Sud, Fondation Villa Datris, L'Isle-sur-la-Sorgue
- 2012 Bernard Pagès, Sophie Boursat - Galerie Art Lounge - Aéroport de Toulouse-Blagnac
- 2012 Autour des mots et des poèmes de Marcel Migozzi - Œuvres de Henri Baviera, Alain Boullet, Gérard Eppelé, Patrick Lanneau, Bernard Pagès, Serge Plagnol et Solange Triger - Maison des arts de Carcès
- 2008 Supports/Surfaces - Galerie Bernard Ceysson - Luxembourg, Luxembourg
- 2007 Le Moment Support/Surface - Galerie Bernard Ceysson - Saint-Etienne, Saint Etienne
- 2006 Dessins - Galerie Catherine Issert, Saint-Paul de Vence Moi et les autres - Galerie Catherine Issert, Saint-Paul de Vence
- 2005 The Collection XII - MuHKA Museum voor Hedendaagse Kunst Antwerpen, Anvers Réouverture du LAAC - LAAC - Lieu d’Art et Action Contemporaine de Dunkerque, Contrée - FRAC - Poitou-Charentes, Angoulême
- 2003 Collectiepresentatie V - herfst 2003 - MuHKA Museum voor Hedendaagse Kunst Antwerpen, Anvers
- 2000 25 ans, Échange de vues - Galerie Catherine Issert, Saint-Paul de Vence
- 1999 Gli anni di Supports / Surfaces nelle collezioni del Centre Georges Pompidou - Palazzo delle Esposizioni, Rome Les Champs de la Sculpture 2000 - Les Champs de la Sculpture, Paris
- 1998 Le Bel Age - Support-Surface - Musée d’art moderne de Céret, Céret La collection de Jean-Pierre Alis - Musée d’art moderne de Céret, Céret
- 1996 Stanze pour la peinture - Casino Luxembourg - Forum d’art contemporain, Luxembourg
- 1995 Au rendez-vous des amis, coll. A. L’H. - Mamco - musée d´art moderne et contemporain, Genève
- 1994 Country Sculpture - Le Consortium, Dijon
- 1978 Henri Matisse en de Hedendaagse Franse Kunst - SMAK Stedelijk Museum voor Actuele Kunst, Gent
- 1975 IXe Biennale de Paris, Paris

## Œuvres dans l’espace public
- 2005 1 % artistique, Lycée de Vence, 18 panneaux (sculpture) à l'intérieur du lycée, 2005 - 1 %, Faculté des lettres et des sciences humaines, Université de Limoges, 2005
- 2003-2002  1 % , cheminement au sol du rez-de-chaussée de la Bibliothèque Municipale à vocation régionale, Marseille
- 2001 -2000  Sculpture de la passerelle du millénaire, commande de la ville de Contes, architecte Marc Barani - 1 %, ensemble de cinq sculptures, Ministère de la justice, parvis du Palais de justice, Epinal
- 1997 Le Dévers aux fruits d'or, 1 %, Conseil général des Alpes-Maritimes, cours du Collège Guillaume Vento, Menton - Le Point de vue, commande du Centre d'art contemporain de Vassivière, parc de sculpture du Centre d'art
- 1996 Le Dévers à la torsade, 1 %, rectorat de l'académie Aix-Marseille, parvis de a faculté des Sciences et Droit du site de Montperrin, Aix-en-Provence
- 1994 Luminaires du Palais Rusca, ensemble de 9 sculptures, 1 %, Ministère de la justice, Palais Rusca, Nice
- 1993 La Pierre à l'éperon, commande de l'École des Mines d'AIès, parvis de l'amphithéâtre de l'École des Mines, Alès
- 1991 La Fontaine parfumée, commande de la parfumerie Fragonard
- 1990-1991 La Colonne de Bitche, commande de la Ville de Bitche, porte de Strasbourg, Bitche
- 1990 La Lambrusque, commande de la Ville d'Amsterdam, Hall de la Mairie, Théâtre et Musique d'Amsterdam
- 1989 Colonne de l'Hôtel d'Albret, commande de la Ville de Paris, dans le cadre des célébrations du bicentenaire de la Révolution française, cour de l'Hôtel d'Albret, Paris
- 1988 La Déliée, commande de l'Afaa et du Ministère de la culture, Plaza Francia (anciennement : Plaza Altamira), Caracas, Venezuela - L'Arête-cheminée d'Ivry, commande de la ville d'Ivry et de la DAP, place Voltaire, Ivry - Sculpture, collège Roger Carlès de Contes
- 1987 Sculpture, 1 %, syndicat intercommunal, Collège des Vallées du Paillon - Sol de l'Hôtel Rivet, commande de la DAP, entrée de l'Hôtel Rivet, École des Beaux-Arts, Nîmes
- 1986-1985 Fontaine Olaf Palme, commande du ministère de la culture, place du Théâtre, Roche-sur-Yon - Hommage à Gaston Bachelard, commande du CNAP et du Champagne Mumm, Mont de Gélu, Mailly-Champagne
- 1985 Peinture murale, commande de l'Institut français de Brème, salle du Centre de Musique Contemporaine, Brème, Allemagne - Hommage à Albert Camus, commande du CNAP, place Hubert-Rouger, Nîmes
- 1983-1984, La Colonne d'Antibes, Musee de Picasso, Antibes
- 1980 Colonne, commande de la Ville de Lyon, deuxième symposium de sculpture, Parc de la Cerisaie, Lyon
- 1979 Peinture murale, commande du Musée de l'abbaye Sainte-Croix, entrée et cage d'escalier des appartements de la conservation, Musée de l'abbaye Sainte-Croix, Les Sables d'Olonne

## Collections publiques et privées
- Frac (Picardie, Pays de Loire,  Limousin, Languedoc Roussillon, Paca, Bretagne, Val de Loire)[2]
- Ville de Paris
- Musée Cantini, Marseille
- Musée Réattu, Arles
- Musée des Beaux Arts, Toulon
- Musée Picasso, Antibes
- Mamac, Nice
- Musée Art Moderne, Ville de Paris
- Centre Georges Pompidou, Musée national d'art moderne
- Musée de L'abbaye de Sainte-Croix, Les sables d'Olonne
- Musée de Grenoble
- Musée d'art moderne, St Etienne
- Musée de Poitiers
- Centre d'art de Mont de Marsan
- FNAC Paris
- Capc Bordeaux
- Château d'Arsac, Bordeaux
- Musée Denys Puech, Rodez
- Musée de Céret (dépôt du CNAP)
- Centre d'art contemporain de Vassivière en Limousin
- BEI - Banque européenne d'investissement, Luxembourg
- Musée de Anvers, Belgique